# Ömer İzgi
Ömer İzgi (* 1940 in Doğanhisar, Konya) ist ein türkischer Rechtsanwalt und Politiker.
İzgi absolvierte die Fakultät für Rechtswissenschaft an der Universität Ankara. Er war 1983 Gründungsmitglied der Muhafazakâr Parti (MP) (Konservative Partei). Die Partei nannte sich am 30. November in Milliyetçi Çalışma Partisi (MÇP) um. İzgi wurde stellvertretender Generalsekretär. Am 24. Januar 1993 nannte sich die Partei bei ihrem Kongress in Milliyetçi Hareket Partisi (MHP) um. İzgi wurde Parteivorsitzender für die Provinz Ankara und später stellvertretender Parteivorsitzender.
Bei den Wahlen zur Großen Nationalversammlung der Türkei vom 18. April 1999 wurde er für die Provinz Konya zum Abgeordneten gewählt. İzgi war eine Zeit lang für die MHP Fraktionsvorsitzender. Zwischen 2000 und 2002 war er Präsident der Großen Nationalversammlung der Türkei.
Ömer İzgi ist verheiratet und Vater von vier Kindern.
İzgi erhielt die Ehrendoktorwürde der Staatlichen Universität Baku. sowie der Ahmet Yesevi Üniversitesi in Kasachstan.
İzgi erhielt aus Kolumbien den goldenen Staatsorden verliehen.